# Коваль Олександр Сергійович
Олександр Сергійович Коваль (нар. 12 жовтня 1987, місто Костопіль Рівненської області) — український державний діяч, голова Рівненської обласної державної адміністрації із 27 грудня 2023 року.

## Біографія
У 2004 році закінчив Костопільську загальноосвітню школу—комплекс І-ІІІ ступенів № 6 Рівненської області.
У 2004—2009 роках — студент Національного університету водного господарства та природокористування за спеціальністю «Екологія та охорона навколишнього середовища».
З грудня 2019 року по грудень 2020 року очолював Костопільську районну державну адміністрацію Рівненської області.
У грудні 2020 — березня 2021 року — перший заступник міського голови Костопільської міської ради.
5 березня 2021 — 27 грудня 2023 року — голова Рівненської районної державної адміністрації Рівненської області.
З 27 грудня 2023 року — голова Рівненської обласної державної адміністрації — начальник Рівненської обласної військової адміністрації.